# Slezská církev evangelická augsburského vyznání
Slezská církev evangelická augsburského vyznání (SCEAV, polsky Śląski Kościół Ewangelicki Augsburskiego Wyznania) je největší luterská církev v Česku; působí zejména na Těšínsku v Moravskoslezském kraji. V letech 1923–1950 nesla název Augšburská církev evangelická ve východním Slezsku v Československu. Sdružuje věřící české i polské národnosti.
Při sčítání lidu v roce 2001 se ke SCEAV hlásilo 14 020 obyvatel, podle výsledků sčítání lidu z roku 2011 se k ní hlásilo jen 8158 osob, o deset let později 7081 osob; podle vlastních statistik měla v roce 2024 tato církev 12 784 členů.
Církev je charakteristická silnou tradicí pietismu, což ji činí blízkou evangelikálním církvím.
Součástí SCEAV je Slezská diakonie.

## Dějiny

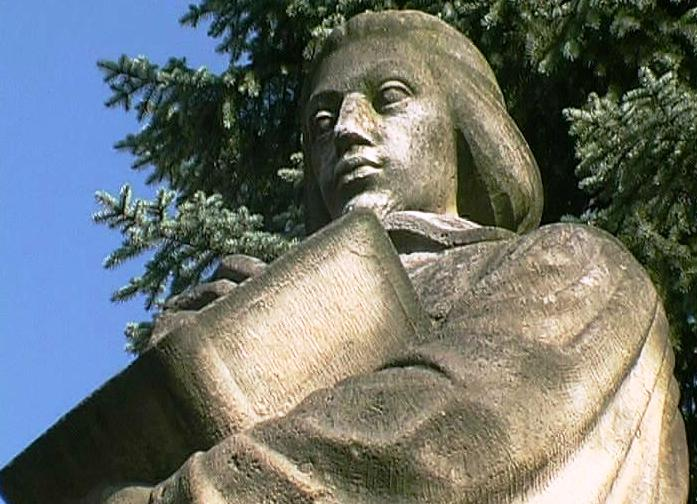
Jiří Třanovský – „slovanský Luther“

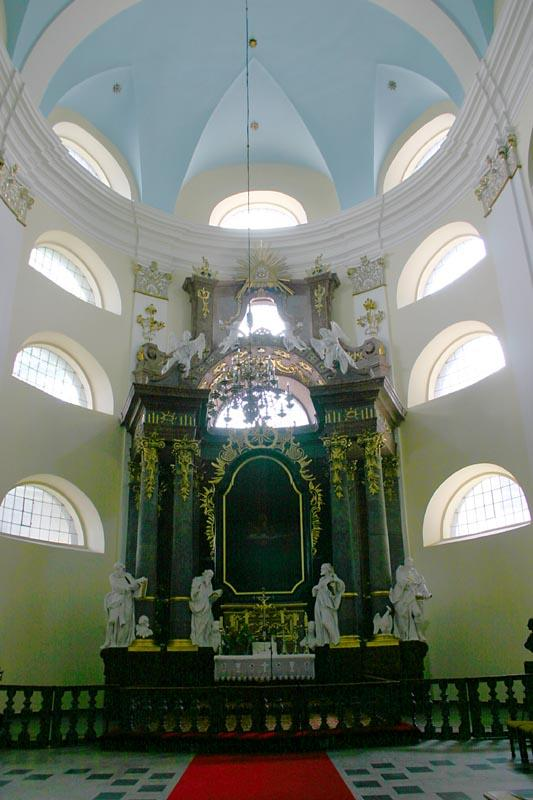
Oltář Ježíšova kostela v Těšíně

Evangelická církev na Těšínsku existuje v různých organizačních formách nepřetržitě od první poloviny 16. století až dodnes.
Přestože v době české reformace bylo Těšínsko součástí českého státu, husitské myšlenky se zde uplatnily jen v omezené míře. Naproti tomu vůči reformaci Lutherově o sto let později se obyvatelé Těšínského knížectví postavili kladně. Reformace zde měla poklidný a konzervativní ráz. V těšínském knížeti Václavu III. Adamovi nalezla svého oddaného podporovatele.
Roku 1610 jeho syn kníže Adam Václav opustil luterskou víru a stal se římským katolíkem. Ve své zemi zahájil rekatolizaci. Po bělohorské porážce (1620) protireformační tažení proti těšínským evangelíkům zintenzívnělo; nicméně tu většinou nedosahovalo takové síly jako v Čechách či na Moravě. Vestfálský mír (1648) výslovně přiznal slezským evangelíkům právo zůstat v zemi a soukromě provozovat ve svých domech bohoslužby. Na těchto domácích bohoslužbách byl nezřídka používán kancionál těšínského rodáka Jiřího Třanovského, nazvaný „Cithara sanctorum“, jenž poprvé vyšel roku 1636 a poté ve více než 140 vydáních. Veřejná evangelická bohoslužba ale v knížectví ustala roku 1654, kdy tzv. náboženská komise zabrala všechny zbývající luterské kostely a kaple v zemi a luterští duchovní byli ze země vypovězeni. Pokud se chtěli evangelíci shromažďovat ve větším počtu, museli tak činit tajně v horách.
Pětapadesátileté období bez veřejné luterské bohoslužby skončilo roku 1709. V tomto roce přinutil švédský král Karel XII. císaře Josefa I., aby tzv. exekučním recesem k altranstädtské smlouvě povolil mimo jiné výstavbu evangelického kostela u města Těšína. Kostel se nazýval „Ježíšův kostel“ nebo též „kostel milosti“ (Gnadenkirche). Vedle kostela vznikla také evangelická škola. U kostela a školy se záhy vytvořilo jedno z center slezského pietismu; kromě všech těšínských evangelíků jej navštěvovali i tajní nekatolíci z Moravy a z Čech, byla mezi nimi i řada osob z Kravařska, které později obnovily v Ochranově Jednotu bratrskou. K nejvýznamnějším pietistům, působícím v této době v Těšíně, patřil Johann Adam Steinmetz, Christoph Nicolaus Voigt, Jiří Sarganek, Jan Liberda či Jan Muthmann. Jejich protivníci ovšem roku 1730 dosáhli vypovězení tří pietistických pastorů a dvou učitelů ze všech zemí habsburské monarchie. Přestože měli těšínští evangelíci vlastní kostel, museli snášet mnohá pronásledování; nástrojem rekatolizace byla i tzv. konzistoř augsburského vyznání, kterou zřídila Marie Terezie ve 40. letech 18. století – tento nejvyšší orgán těšínských luteránů tvořili převážně katolíci.
Dobu protireformace ukončil až toleranční patent císaře Josefa II., který byl ve Slezsku s ohledem na místní specifické poměry vyhlášen v pozměněné formě až roku 1782. Přinesl zejména možnost budovat nové modlitebny a zřizovat školy. Do nových sborů na Těšínsku přicházeli v první fázi kazatelé zejména ze Slovenska. Všichni těšínští evangelíci byli začleněni do celorakouské evangelické církve a. v. Evangelíci nicméně zůstávali stále jen „tolerovanými“ občany státu. Proto se roku 1848 připojili k revolučním požadavkům a vymohli si zrovnoprávnění s katolíky. Tzv. protestantský patent (1861) pak přinesl evangelíkům právo na církevní samosprávu. Období rovnoprávnosti bylo poznamenáno rozvojem rozmanitých protestantských aktivit (např. založení evangelické nemocnice v Těšíně (1888), založení řady spolků, vydávání časopisů a knih). Toto období ale bylo také obdobím národního probuzení a následných národnostních třenic, které se nevyhnuly ani církvi.
Počátkem 20. století prožila evangelická církev na Těšínsku velké probuzení, nazývané „těšínský zázrak“. Zasloužil se o ně zejména pastor Karol Kulisz, podporující vznik malých domácích skupinek, které se věnovaly prohlubování náboženského života. Roku 1906 se v důsledku probuzení vytvořilo tzv. Křesťanské společenství, které se stalo nositelem novopietistické zbožnosti v církvi; letniční zbožnost reprezentoval v církvi od roku 1910 Svaz pro rozhodné křesťanství. Probuzenecká hnutí organizovala evangelizační setkání a biblické hodiny, zakládala nedělní besídky, pěvecké a instrumentální soubory, vydávala letáky, brožury, časopisy a zpěvníky, nezapomínala též na činnost diakonickou.
Rozpad Rakousko-Uherska (1918) přinesl i vážné změny do evangelické církve na Těšínsku. Některé sbory se připojily k Českobratrské církvi evangelické, jiné k Německé evangelické církvi a ještě jiné k polské evangelické církvi se sídlem ve Varšavě. Poté, co byla roku 1920 definitivně část Těšínska mezinárodní arbitráží přisouzena Československu, ocitlo se na této československé části šest evangelických sborů, které se dříve připojily k polské evangelické církvi. Tyto sbory vytvořily novou církev nazvanou Augšburská evangelická církev ve východním Slezsku v Československu. Československá vláda církev uznala svým usnesením ze dne 24. května 1923. Po celou dobu první republiky si církev zachovala výrazně polský charakter.
Roku 1938 byla československá část Těšínska okupována polskou armádou a všechny sbory Augšburské evangelické církve ve východním Slezsku v Československu se ocitly na území Polska. V prosinci téhož roku byly přičleněny ke slezské diecézi Evangelicko-augsburské církve v Polsku. Následujícího roku však bylo celé území slezské diecéze připojeno k Říši a sbory na Těšínsku byly krátce nato podřízeny německé konzistoři ve Vratislavi. Většina pastorů byla zbavena úřadu, mnozí z nich byli uvězněni anebo popraveni; bohoslužby se po čase konaly jen v němčině.
Konec války však neznamenal konec problémů těšínských evangelických sborů. Stát odmítal Augšburskou evangelickou církev ve východním Slezsku v Československu uznat a Českobratrská církev evangelická s podporou národních socialistů usilovala připojit východoslezské sbory k sobě jako svůj čtrnáctý seniorát. Sbory se však proti těmto snahám energicky postavily, zkonsolidovaly se a zaručily Polákům i Čechům v církvi rovná práva. Na státní uznání však musely čekat až do roku 1948, kdy komunisty obsazené Ministerstvo školství a osvěty svým výnosem potvrdilo, že právní stav církve trvá beze změny. Roku 1950 se církev přejmenovala a přijala název Slezská církev evangelická augsburského vyznání, současně vznikly nové sbory a církev byla rozdělena do dvou seniorátů. Roku 1956 se SCEAV stala členkou Světové rady církví a Světového luterského svazu.
Skutečnost, že uznání se církvi dostalo od komunistické vlády, vedla vedení církve k servilnímu postoji vůči vládnoucímu režimu. S tímto postojem ovšem nesouhlasili probuzenečtí členové církve, vytvářející pod vedením pastora Vladislava Santariuse ilegální hnutí, zvané „misijní práce“. Celé období komunistické diktatury tak bylo poznamenáno vlekoucím se konfliktem mezi vedením církve a „misijní prací“.

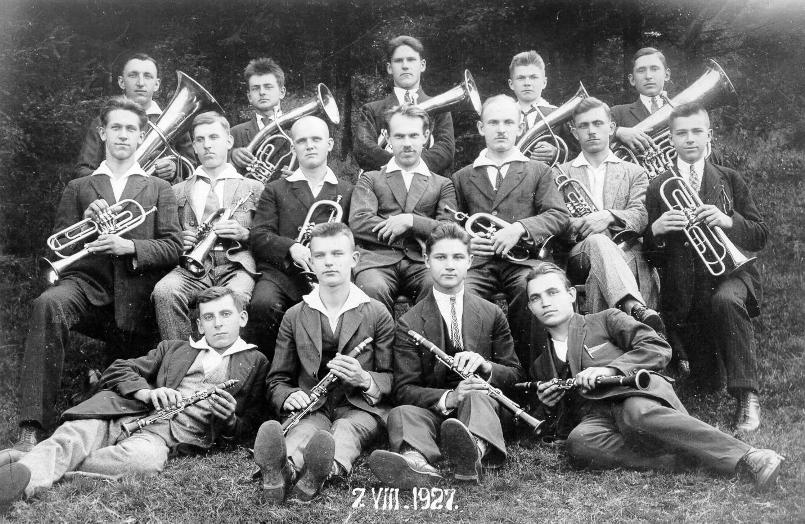
Církevní dechový orchestr Křesťanského společenství v Oldřichovicích

Po sametové revoluci se dne 16. března 1991 sešel v Třanovicích mimořádný synod, který odvolal dosavadního biskupa a jeho náměstka z funkcí. Ti však synod neuznali, a tak dali podnět ke schizmatu v církvi. Stoupenci dřívějšího vedení církve po déletrvajících konfliktech založili novou církev s názvem Luterská evangelická církev augsburského vyznání v ČR. Byla registrována dne 19. ledna 1995.
Slezská církev evangelická augsburského vyznání byla registrována v Česku 1. září 1991.
Slezská církev evangelická a. v. využila po roce 1989 nových možností, které se jí otevřely, a rozvinula svou činnost. Roku 1990 byla zahájena organizovaná charitativní práce v rámci Slezské diakonie. Pro zabezpečení lepší správy byla církev roku 1998 rozdělena do pěti seniorátů.
Roku 2011 bylo v rámci církve založeno Evangelizační centrum M.I.S.E., které navazuje na stejnojmenný evangelizační projekt.

## Učení
Základem učení církve je Bible, to je inspirované a bezchybné Boží slovo. Církev se hlásí k odkazu Augsburského vyznání z r. 1530, jakož i k dalším symbolickým knihám tohoto vyznání, které tvoří výraz historické a duchovní souvislosti s učením Martina Luthera.

## Organizační struktura
Církev má presbyterně-synodní zřízení. Správa církve je trojstupňová. Církev se člení na samosprávné organizační jednotky, kterými jsou:
- farní sbor - 21
- seniorát - 5
- církev jako celek

Kromě toho jsou součástí církve její další organizační jednotky.

### Farní sbor
Farní sbor je základní organizační jednotkou, sdružující členy církve. V současnosti jich má celkem 21. Orgány sboru jsou sborové shromáždění, presbyterstvo, pastor nebo administrátor a kurátor.

### Seniorát
Seniorát je vyšší organizační jednotkou, sdružující na územně organizovaném principu farní sbory. Orgány seniorátu jsou seniorátní presbyterstvo, seniorátní rada, senior a seniorátní kurátor.
SCEAV je rozdělena do pěti seniorátů:
- Jablunkovský seniorát – 4 farní sbory
- Třinecký seniorát – 4 farní sbory
- Frýdecký seniorát – 3 farní sbory
- Těšínsko-havířovský seniorát – 5 farních sborů
- Ostravsko-karvinský seniorát – 5 farních sborů (celkem 21)

V letech 1950–1998 se církev členila na dva senioráty:
- Ostravsko-karvinský seniorát (1950–1969), resp. Dolní seniorát (1969–1998)
- Českotěšínský seniorát (1950–1969), resp. Horní seniorát (1969–1998)

V letech 1969 a 1986 byly provedeny změny v příslušnosti některých sborů k jednotlivým seniorátům.

### Církev jako celek
Orgány církve jako celku jsou: synod (nejvyšší orgán církve), předsednictvo synodu, církevní rada, biskup a církevní kurátor.

### Další organizační jednotky církve
- filiální sbory (v současné době fakticky neustaveny)

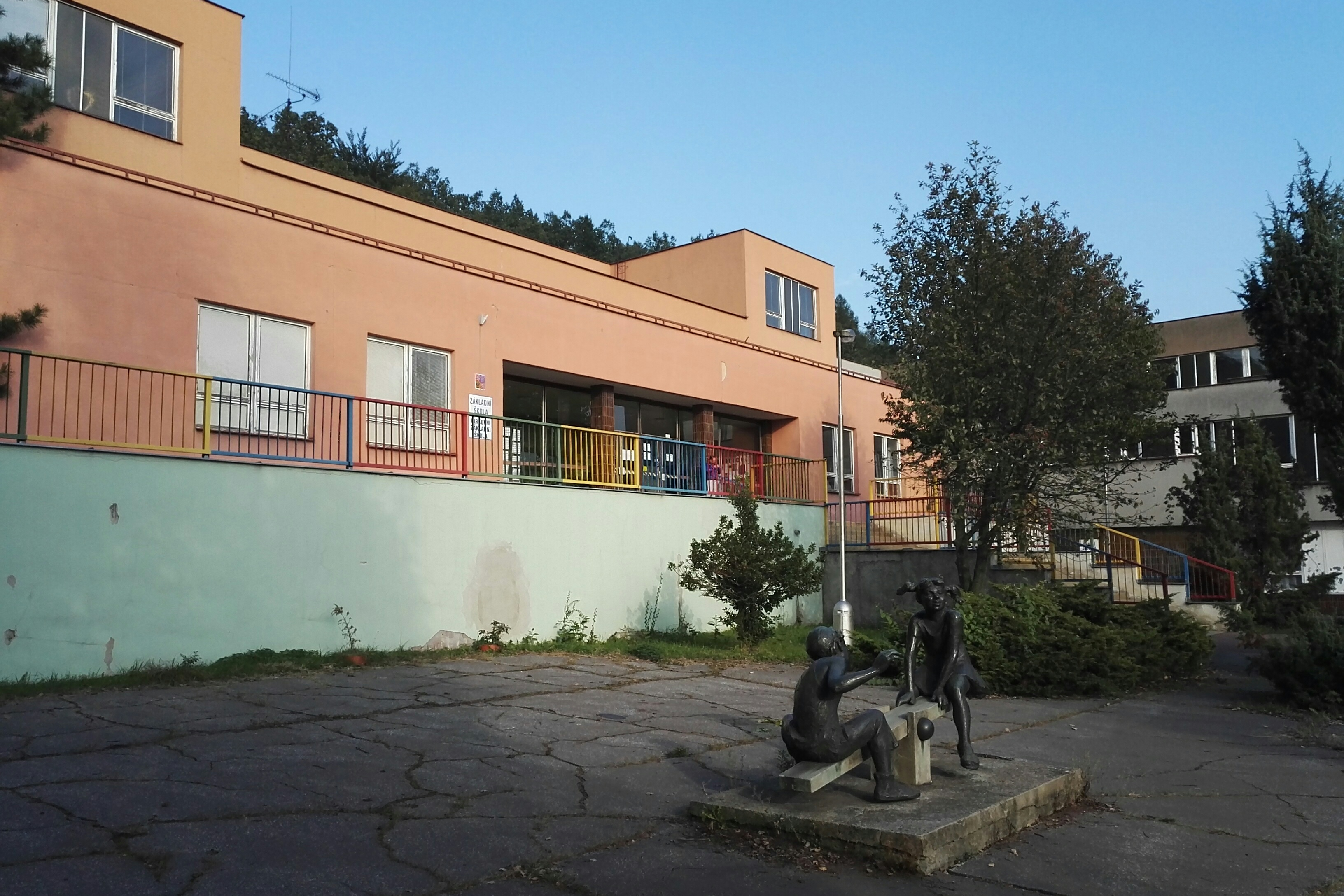
Sídlo Základní církevní školy v Třinci

- kazatelské stanice
- misijní stanice
- církevní školy
- Slezská diakonie
- Evangelizační centrum M.I.S.E.

### Církevní školy
SCEAV je zřizovatelem Církevní základní školy a mateřské školy Třinec, Mateřské školy, základní školy a střední školy Slezské diakonie v Českém Těšíně a Mateřské školy, základní školy a střední školy Slezské diakonie Krnov.

### Spolupracující organizace
V rámci církve avšak mimo její organizační strukturu působí spolky Křesťanské společenství, z. s., Historická společnost HEREDITAS z. s., Evangelická společnost – Towarzystwo ewangelickie a Sdružení Martina Luthera v ČR z. s., dále společnost Beskydská oáza, o. p. s. a ústav Šance podaná ruka, z. ú.

## Mapa sborů
| Albrechtice Bohumín Bystřice Český Těšín Frýdek-Místek Guty Havířov-Bludovice Havířov-Suchá Hrádek Jablunkov-Návsí Karviná 1 Komorní Lhotka Nebory Oldřichovice Orlová Ostrava Písek Stonava Těrlicko Třanovice Třinec sbory Slezské církve evangelické a. v. |

## Ekumenická spolupráce
Církev je členkou ekumenických organizací:
- Ekumenická rada v církvi ČR
- Česká evangelikální aliance
- Světová luterská federace
- Společenství evangelických církví v Evropě
- Konference evropských církví
- Světová rada církví
- Gustav Adolf Werk e. V. (Dílo Gustava Adolfa)

Oficiálními partnerskými církvemi SCEAV jsou na základě partnerských smluv:
- Evangelická církev v Braunschweigu (Německo) (od r. 1995)
- Samostatná evangelicko-luterská církev se sídlem v Hannoveru (Německo) (od r. 2001)
- Evangelická církev augsburského vyznání na Slovensku (od r. 2009)
- Evangelická církev augsburského vyznání v České republice (od r. 2009)

V minulosti byla oficiální partnerskou církví SCEAV
- Jihovýchodní pensylvánská synoda Evangelické luterské církve v Americe (USA) (2006–2009)

Partnerství bylo zrušeno ze strany SCEAV z důvodu nepřekonatelných teologických a etických rozporů.
Závazek k vzájemnému uznání a spolupráci je obsažen v dokumentu z roku 1992, sjednaném mezi SCEAV a Českobratrskou církví evangelickou. Roku 2010 byla sjednána dohoda SCEAV o spolupráci s misijním odborem Luterské církve Missourské synody.

## Publikace amédia
SCEAV vydává měsíčník Přítel – Przyjaciel a ročenku Evangelický kalendář – Kalendarz Ewangelicki (od r. 1933). Vydává rovněž neperiodické publikace. Jednou měsíčně vysílá svůj pořad na vlnách Rádia Proglas.

## Představitelé církve

### Děkani evangelické církve a. v. vknížectví těšínském
- Jan Olšanský (1555–1580[?])
- Martin Hunobrodenus[?] († 1591)
- Tobiáš Herda († 1599)
- Timoteus Lovčáni (1600–1611; 1619–1627)

### Ordinovaní představitelé církve

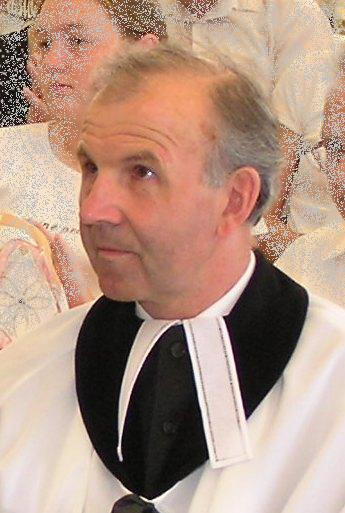
Stanislav Piętak

- Franciszek Michejda (1918–1921) (prozatímní senior)
- Martin Theodor Haase (1918–1923) (prozatímní senior)
- Josef Folwartschny (1921–1927) (prozatímní senior, od r. 1923 senior)
- Oskar Michejda (1927–1939) (senior, od r. 1937 superintendent)
- sedisvakance (1939–1945)
- Alexander Winkler (1945) (prozatímní administrátor)
- Józef Berger (1945–1952) (do r. 1950 prozatímní senior; od r. 1950 superintendent)
- Jerzy Cymorek (1952–1971) (superintendent, od r. 1956 biskup)
- Władysław Kiedroń (1971–1989) (biskup)
- Vilém Stonawski (1989–1991) (biskup; odvolán mimořádným synodem; pozdější biskup LECAV)
- Vladislav Volný (1991–2006) (od března do listopadu 1991 správce církve, následně biskup)
- Stanislav Piętak (2006–2011) (biskup)
- Jan Wacławek (2011–2017) (od března do října 2011 náměstek biskupa pověřený výkonem biskupských práv a povinností, následně biskup)
- Tomáš Tyrlík (od r. 2017)

### Kurátoři církve (neordinovaní představitelé církve)

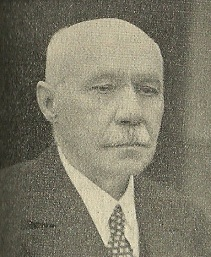
Karol Farny

- Karol Farny
- Jan Ofiok (?–1963)
- Josef Kupka (1963–?) († 1968)
- Adolf Toman (—1975—1977)
- Jindřich Veit (1977–?)
- Karel Walach (1989–1990)
- Jiří Rucki (1991–?)
- Gustav Hlawiczka, ml. (?–2002)
- Jan Stebel (2002–2006) († 2023)
- Adam Cieślar (2006–2014)
- Jan Kocyan (2014–2018)
- Vladislav Blahut (od r. 2018)

### Předsedové synodu církve
- Bohdan Taska (2004–2012)
- Jiří Chodura (2012–2020)
- Jan Fojcik (2020–2024)
- Michal Klus (od r. 2024)

## Věřící

Věková struktura Slezské církve evangelického augsburského vyznání v České republice roku 2011

## Galerie kostelů

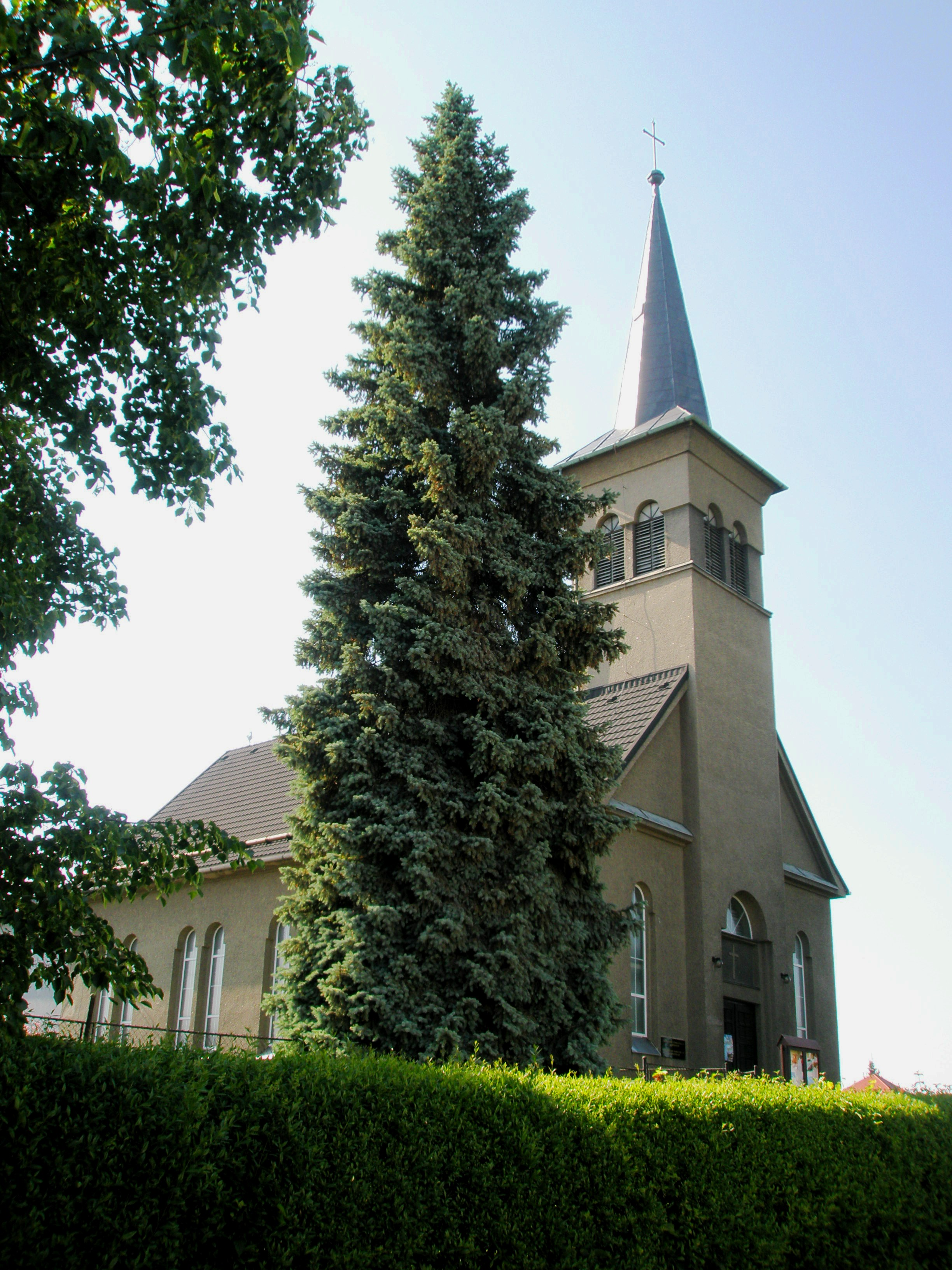
Albrechtice
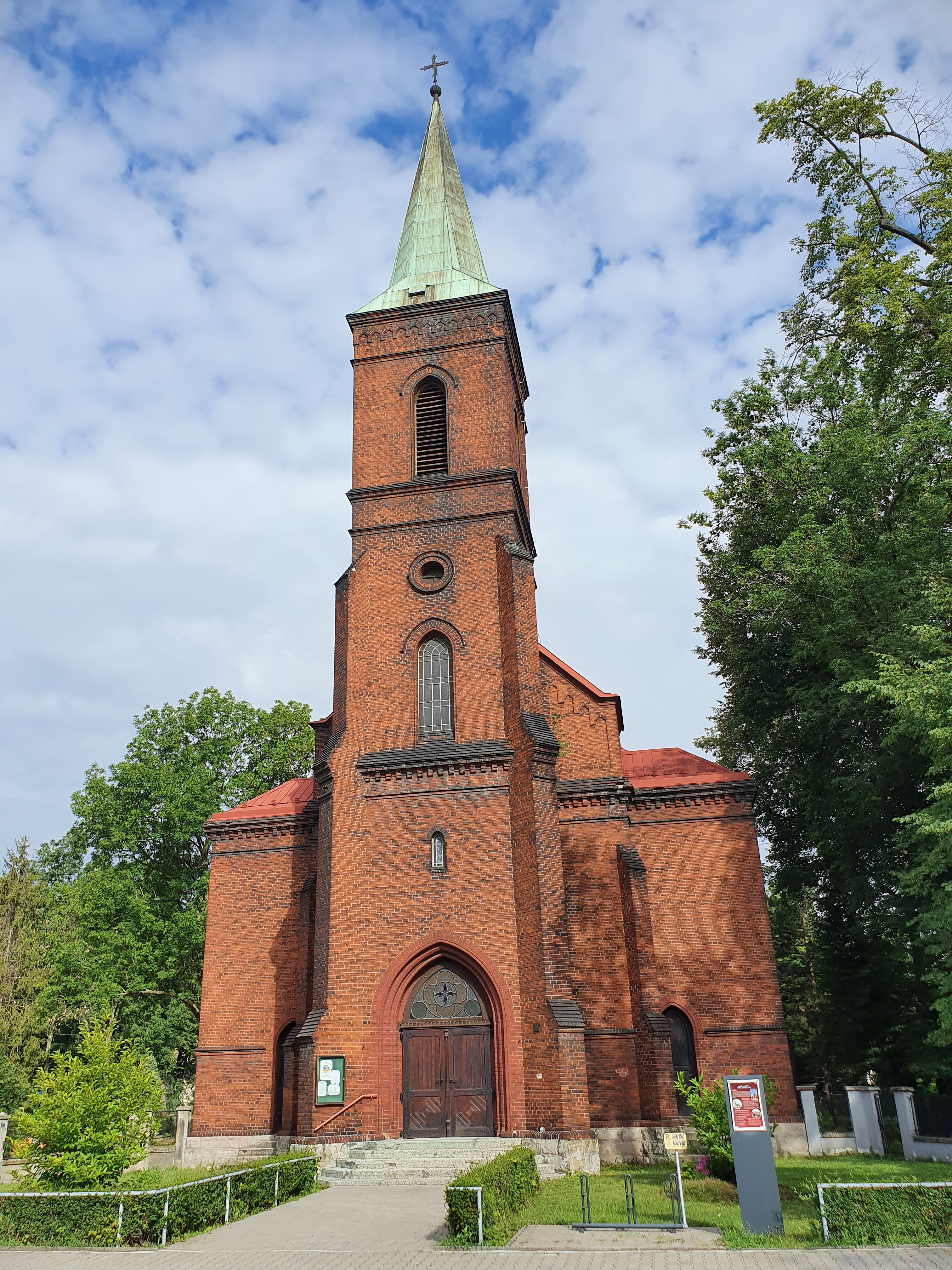
Bohumín
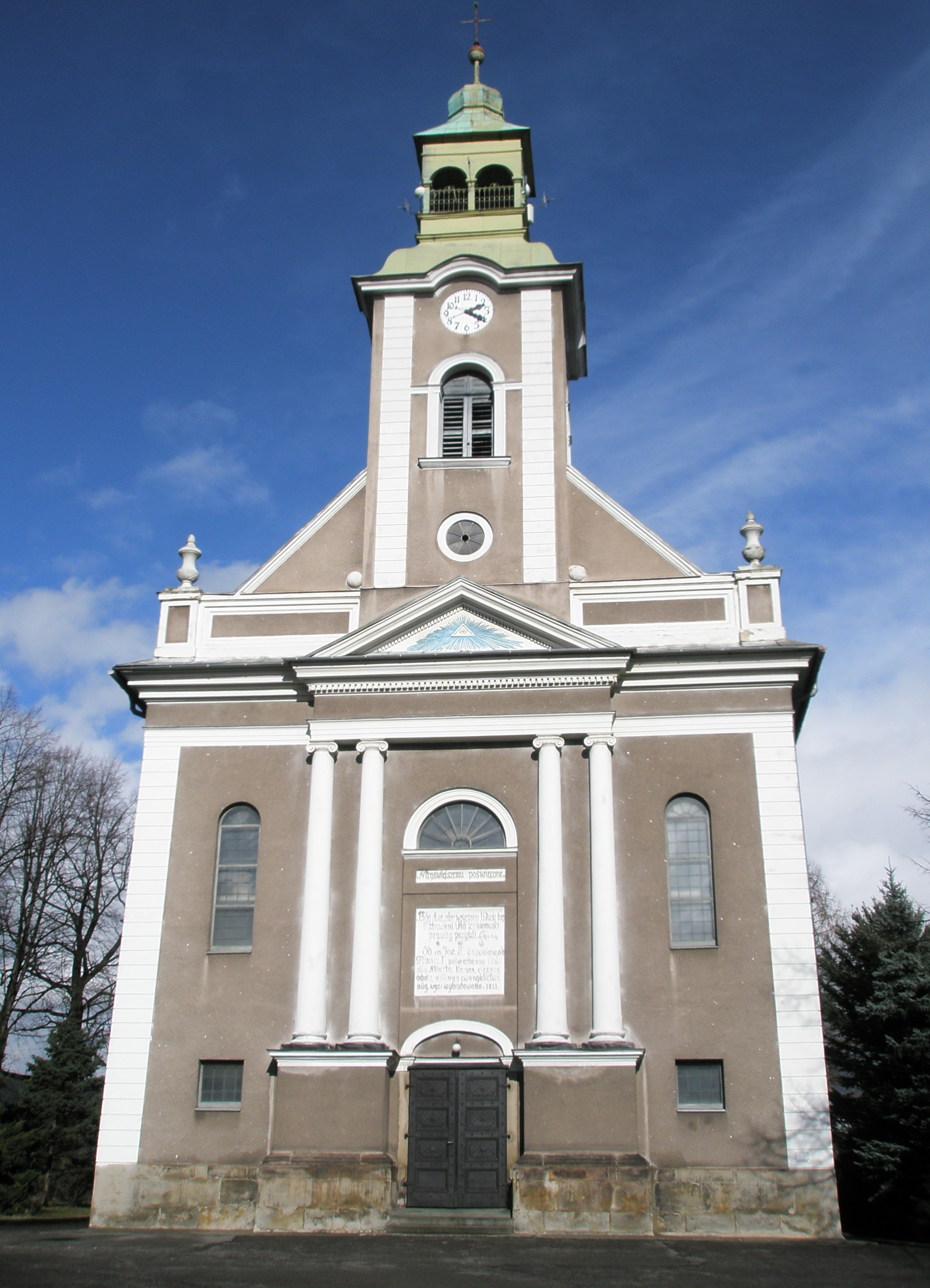
Bystřice nad Olší
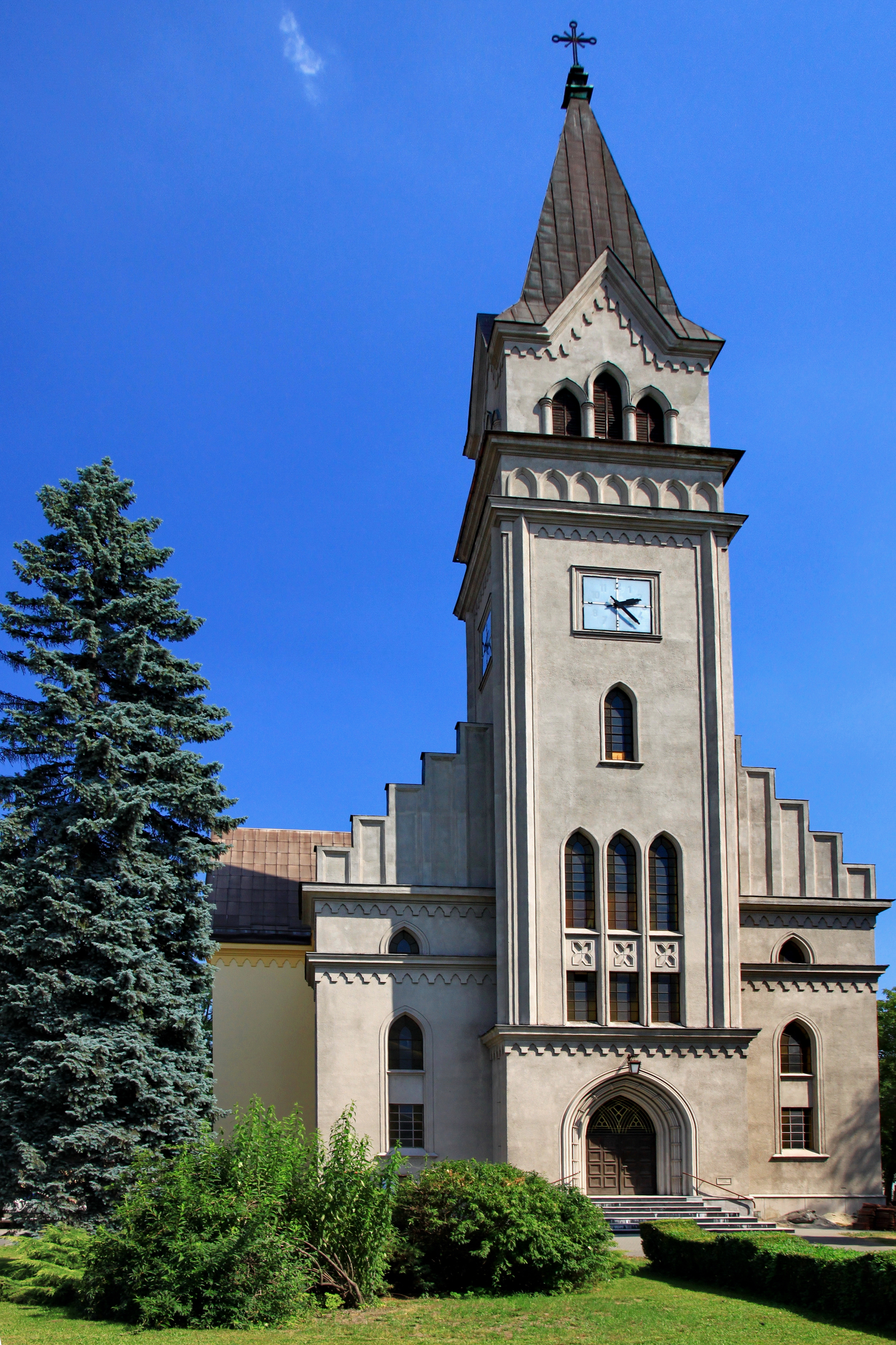
Český Těšín
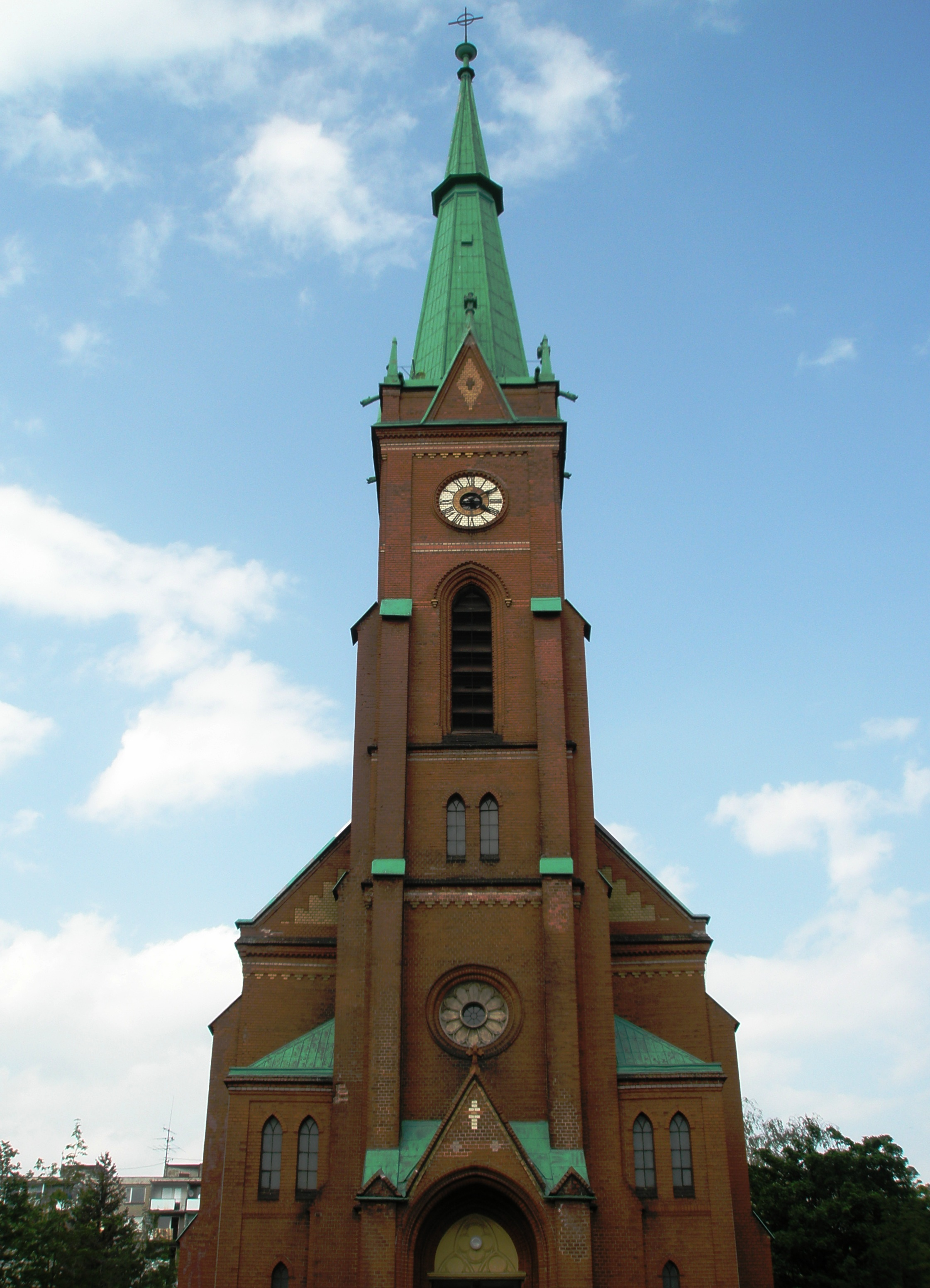
Frýdek
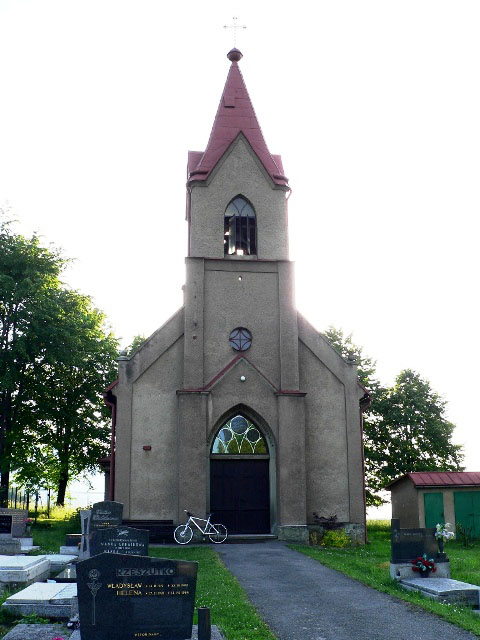
Guty
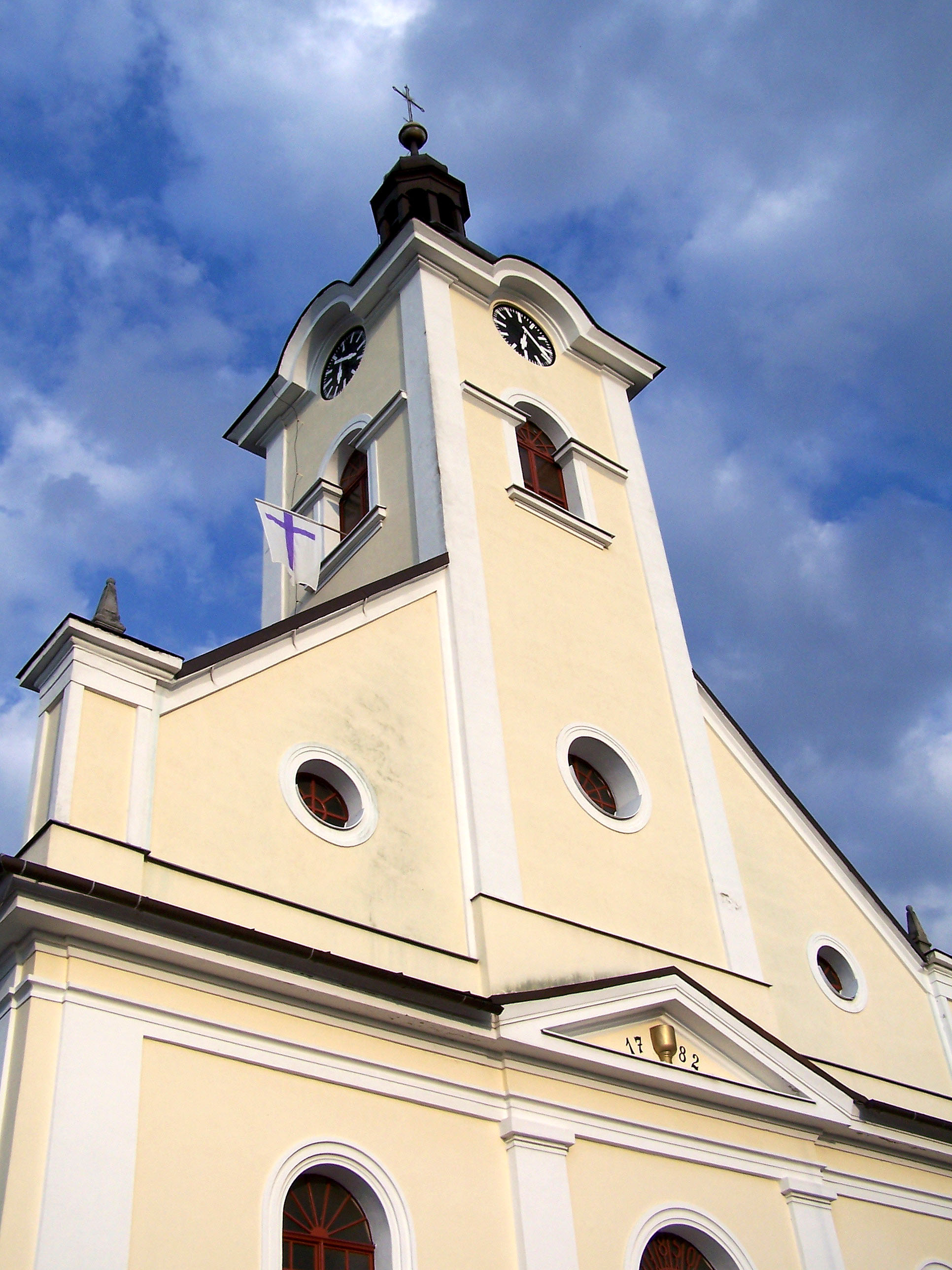
Havířov-Bludovice
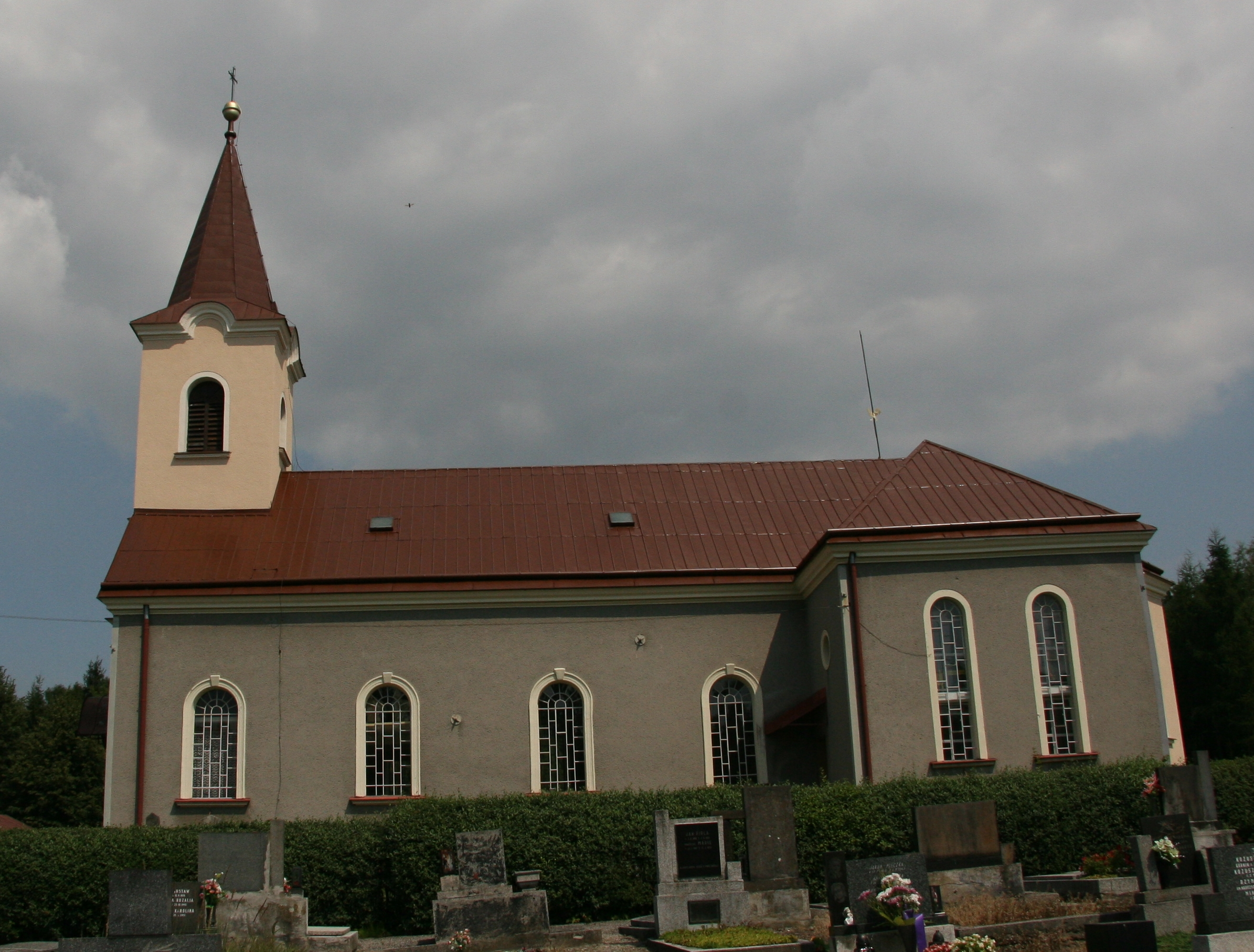
Havířov-Suchá
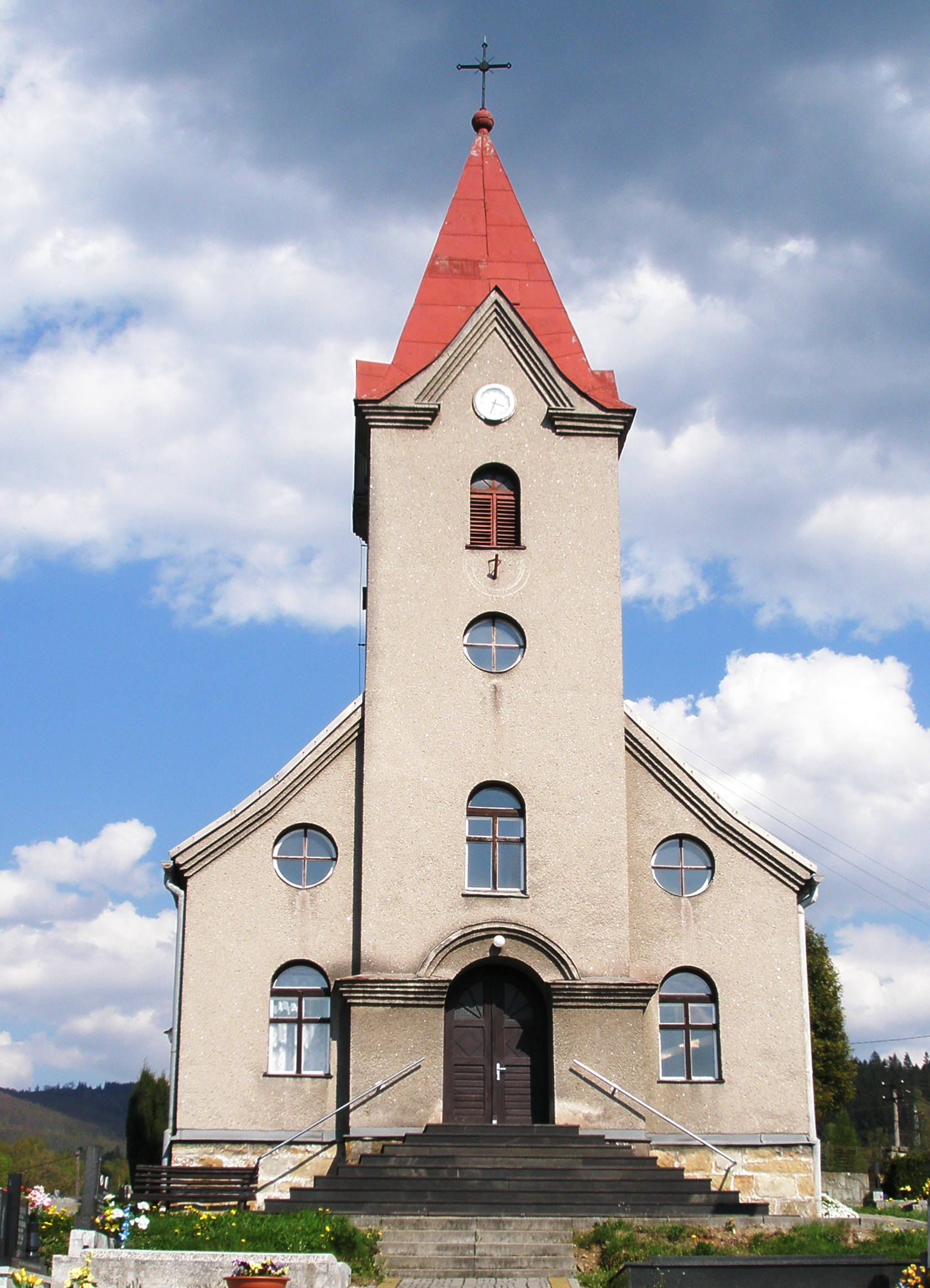
Hrádek ve Slezsku
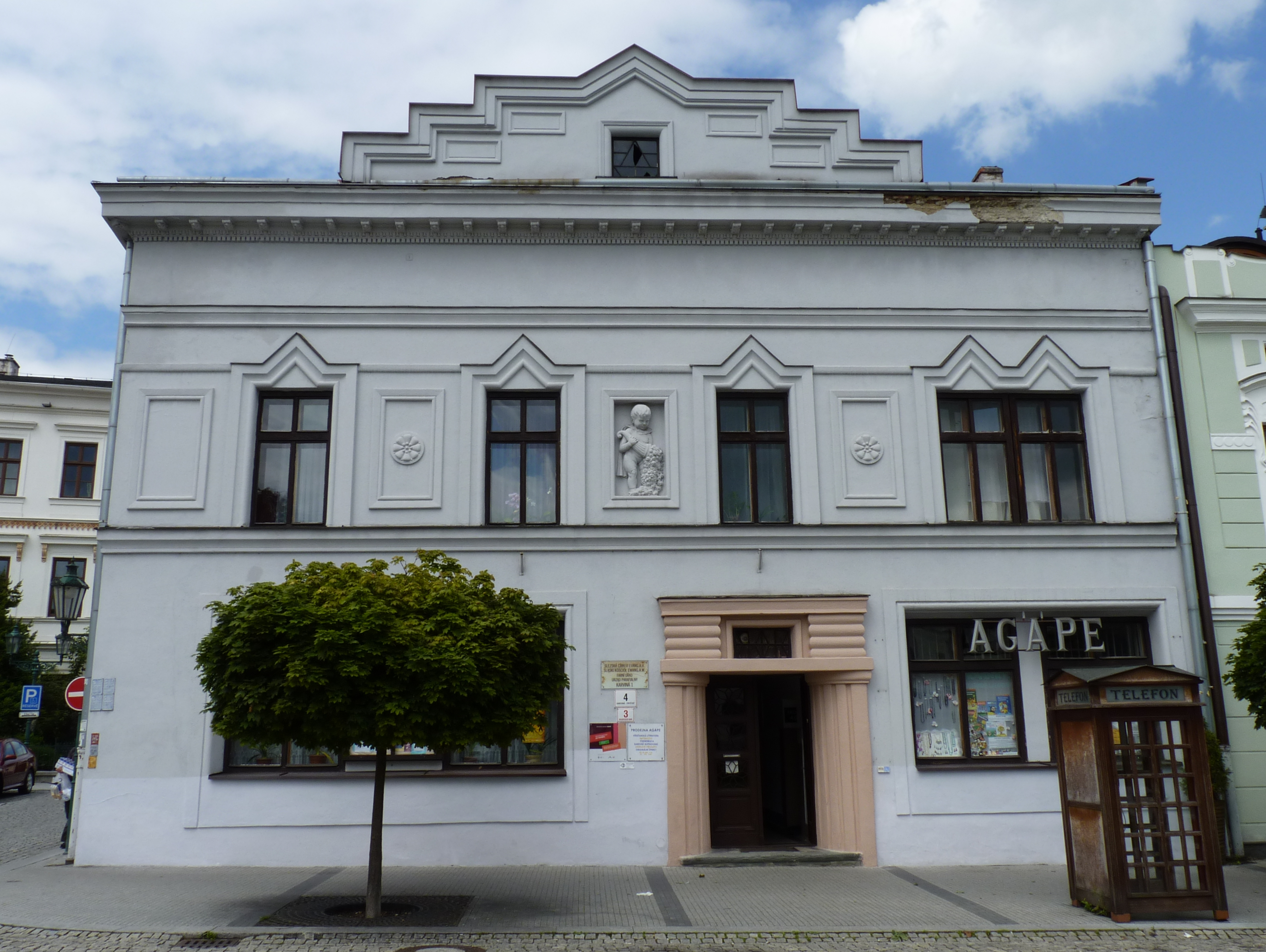
Karviná-Fryštát
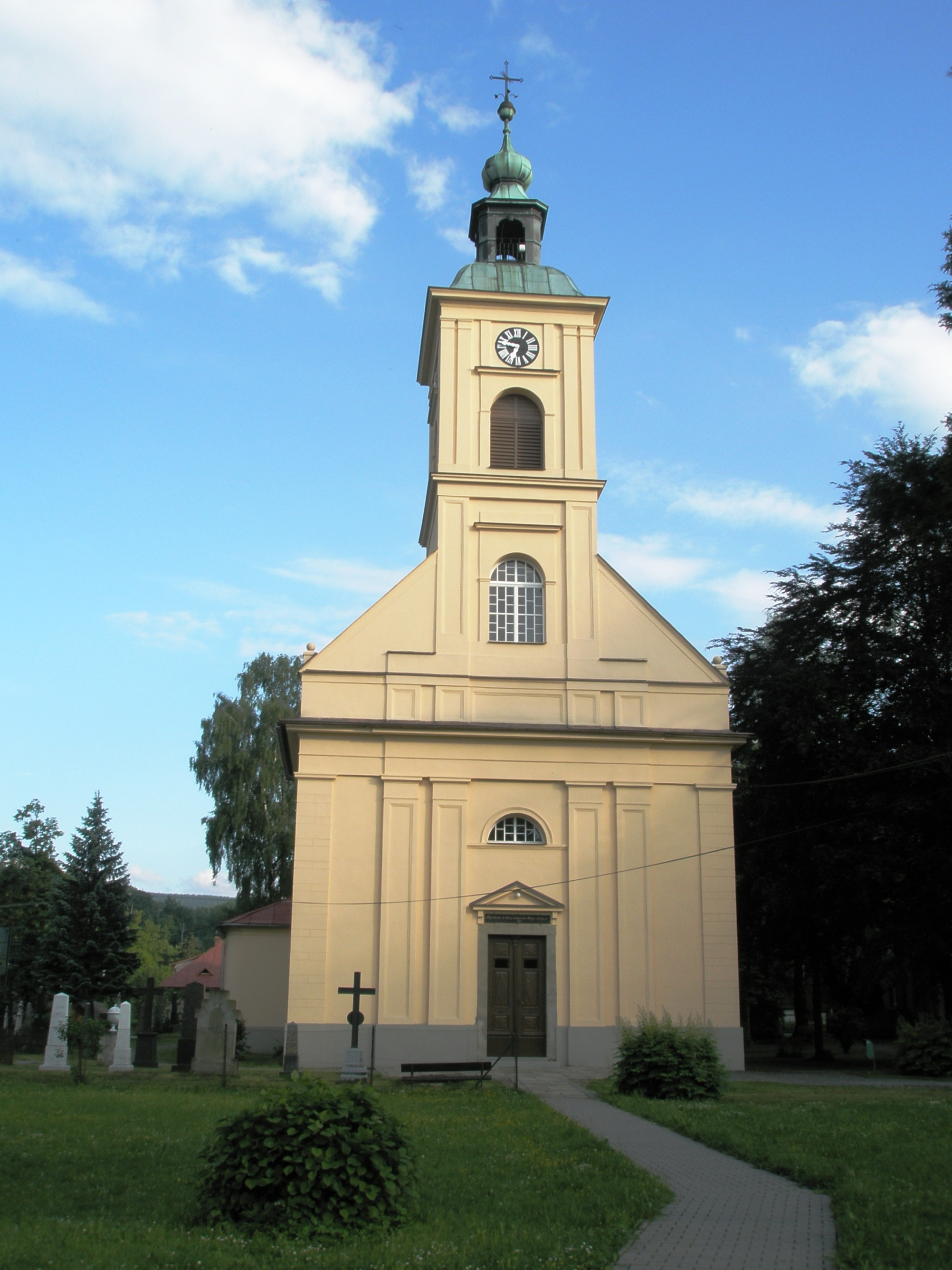
Komorní Lhotka
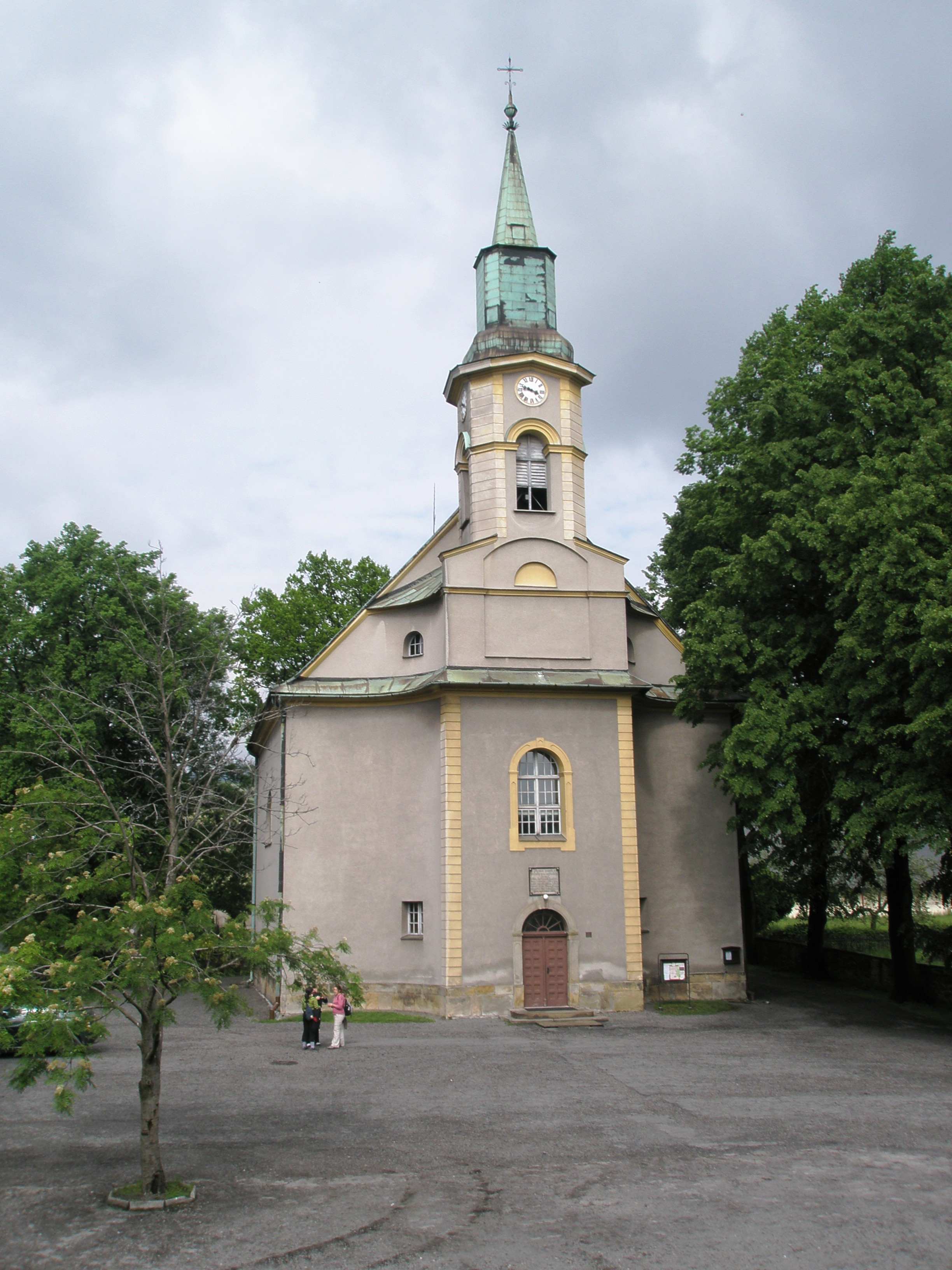
Návsí
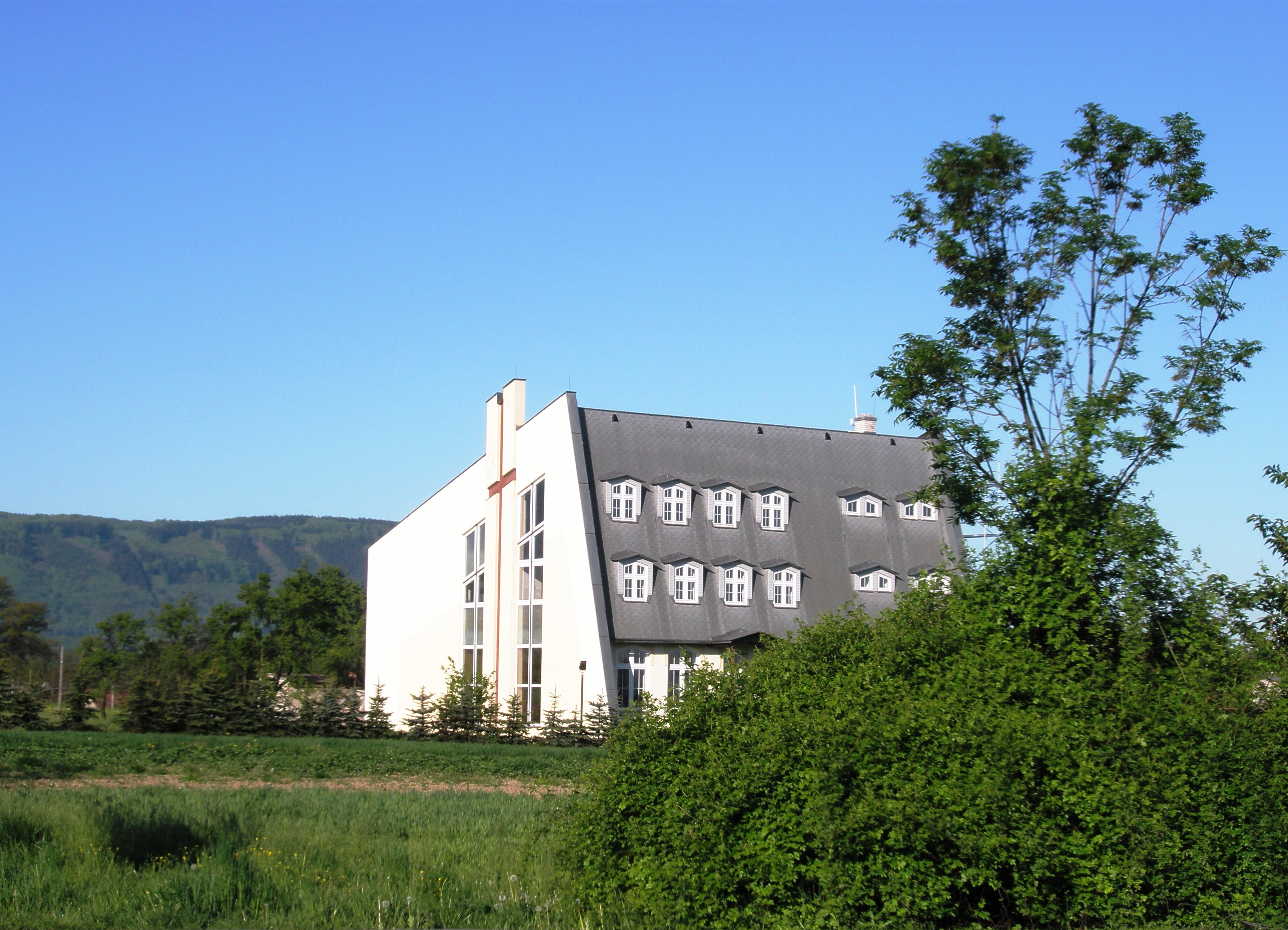
Nebory
Oldřichovice
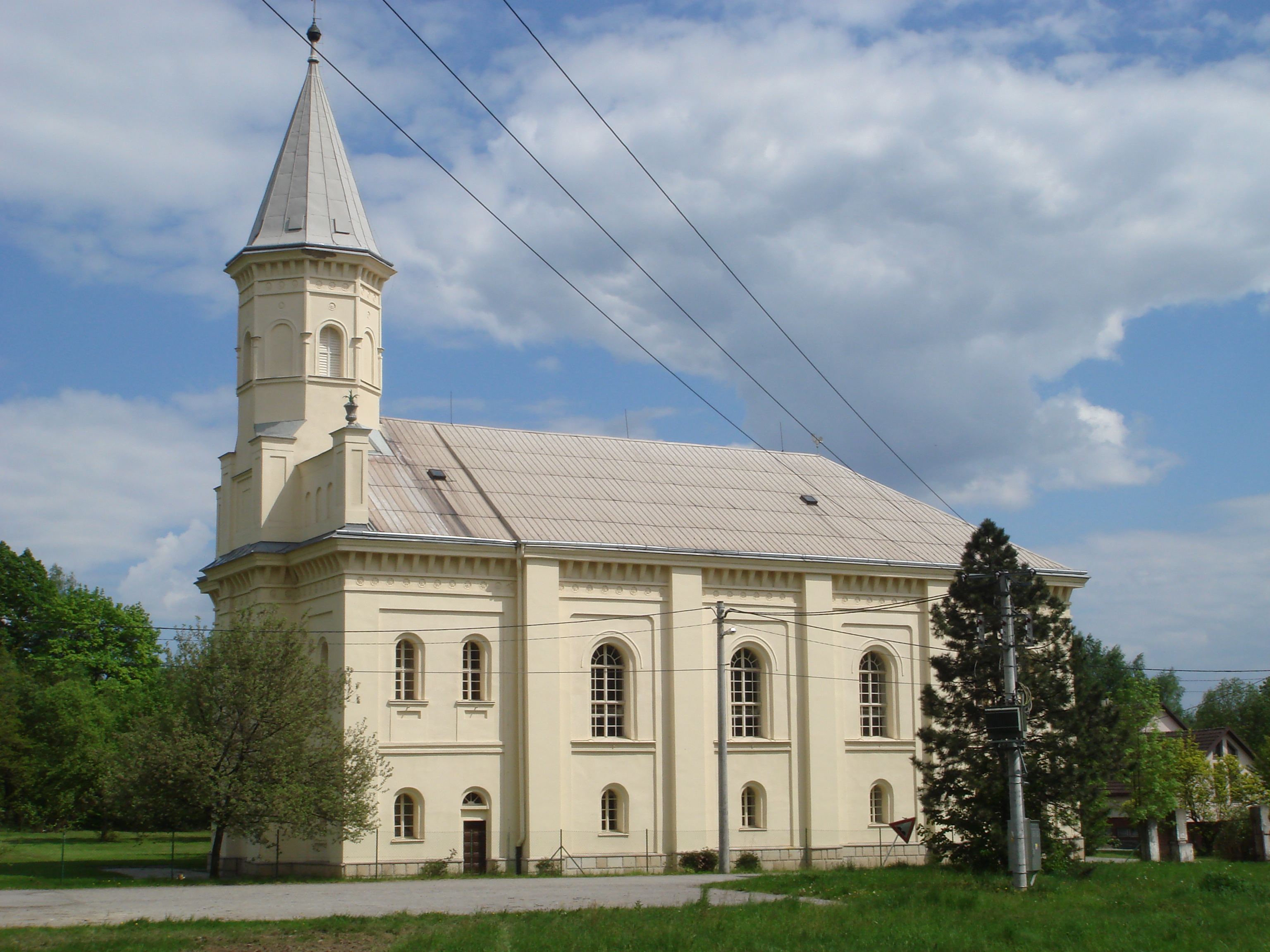
Orlová
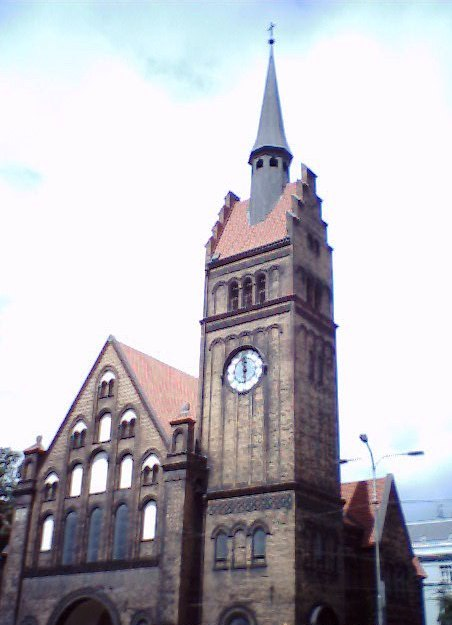
Ostrava
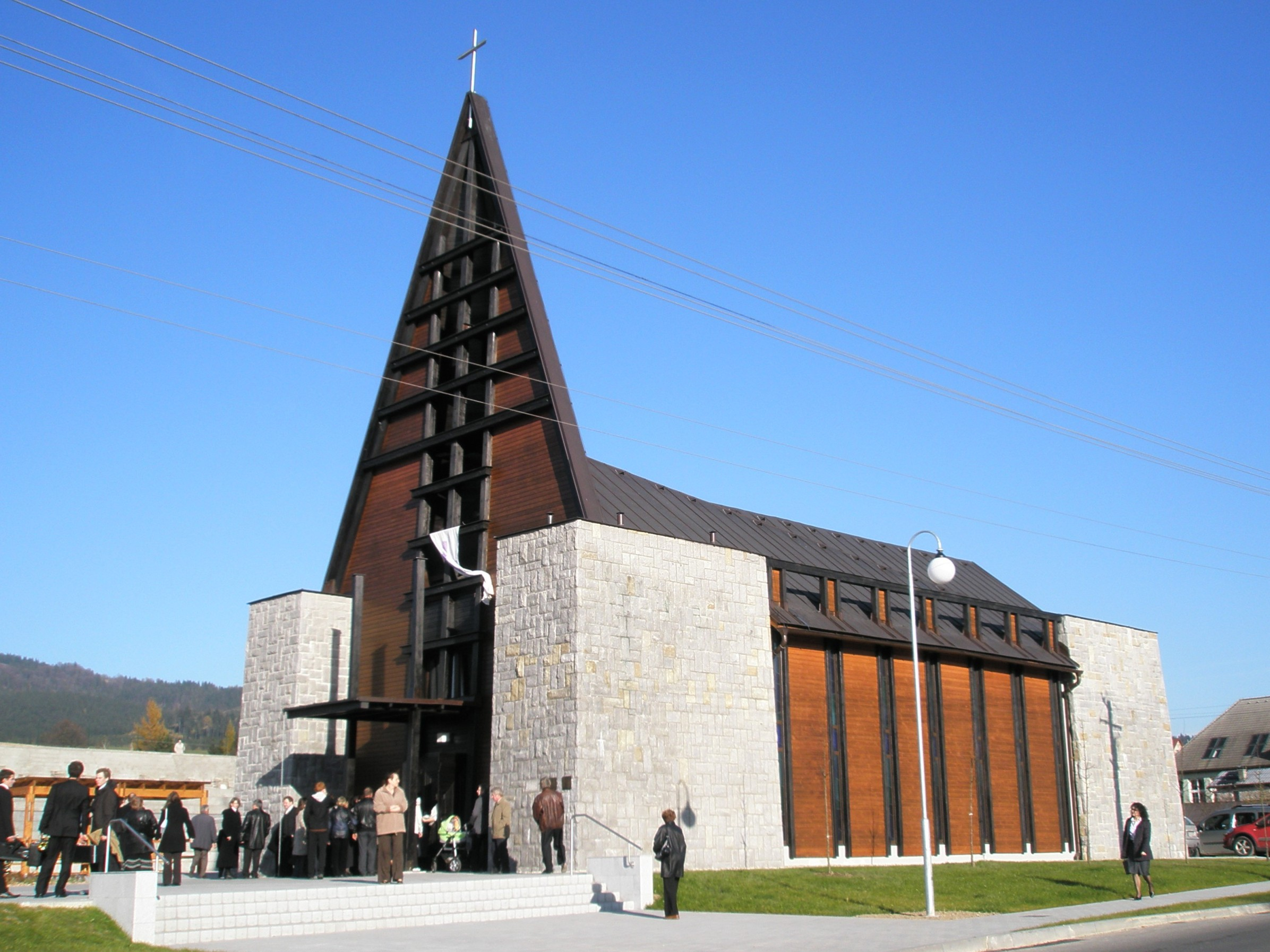
Písek
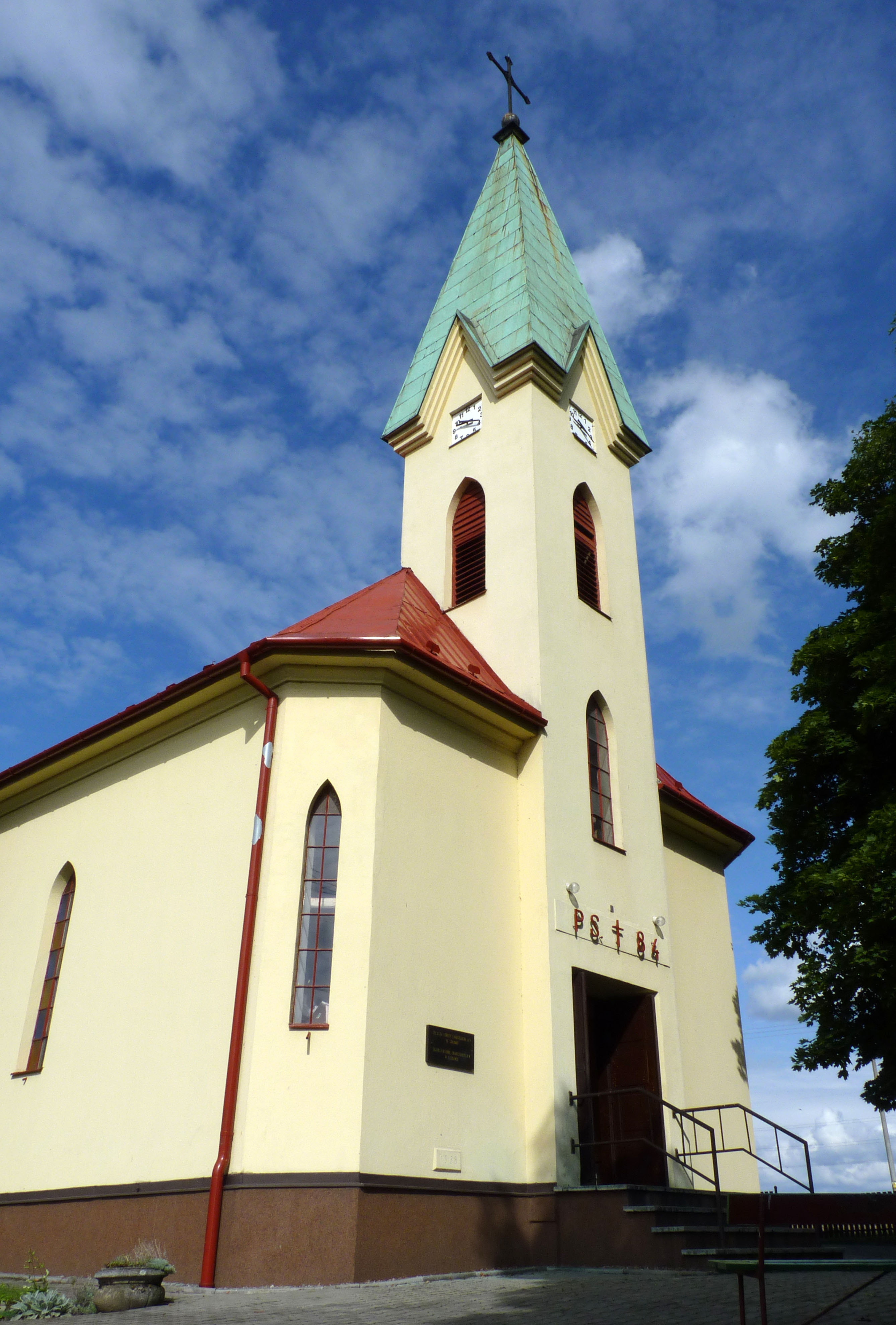
Stonava
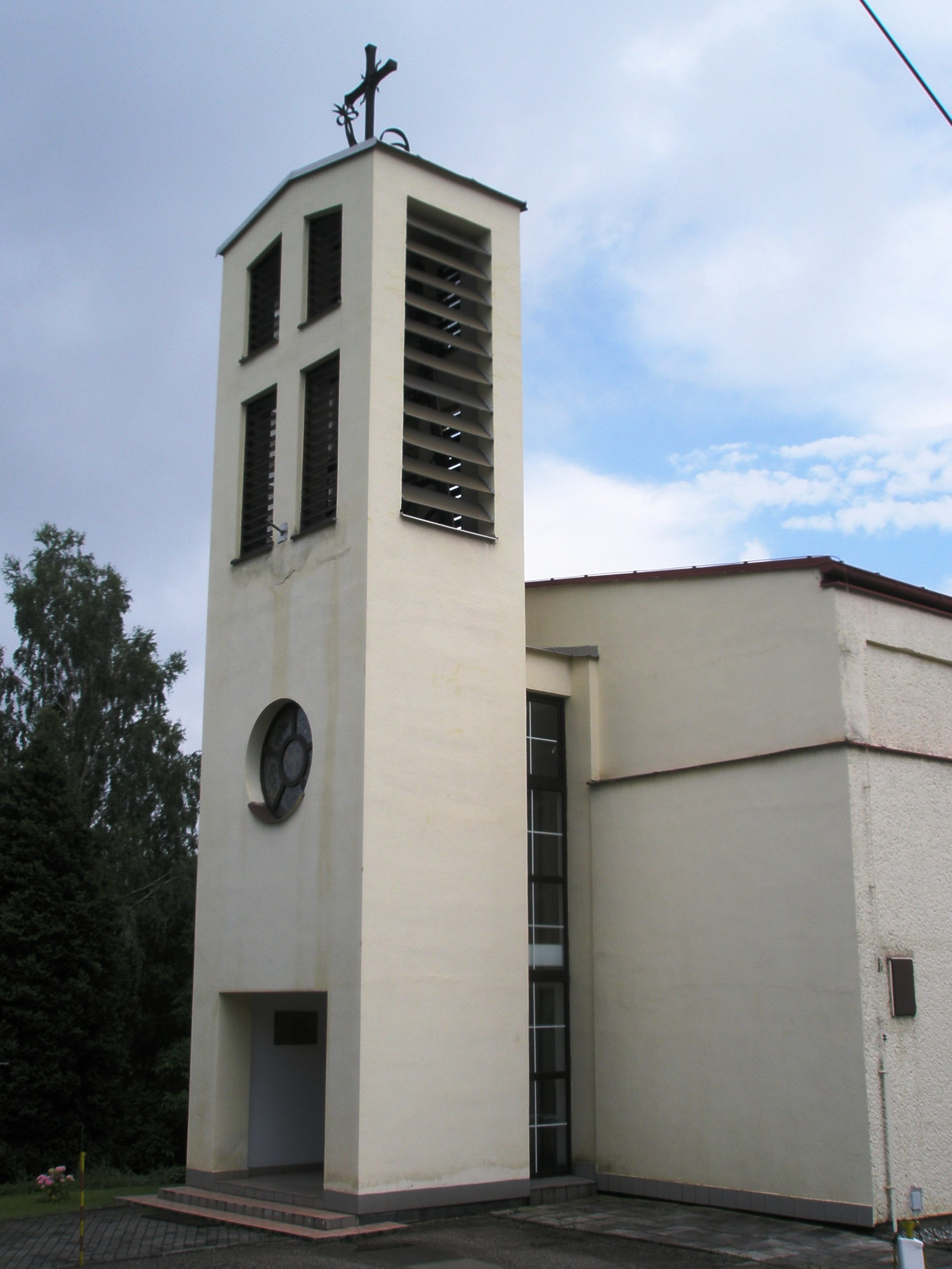
Těrlicko
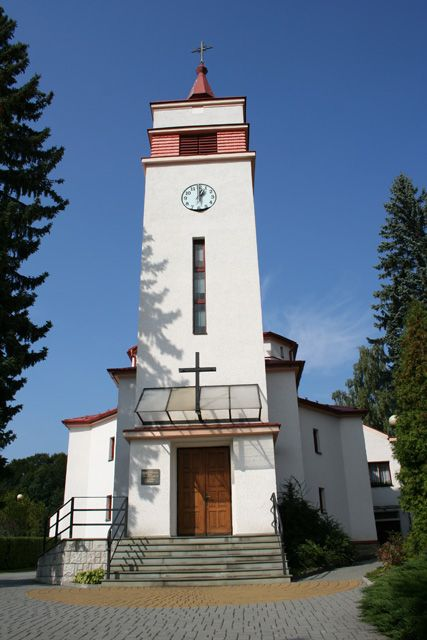
Třanovice
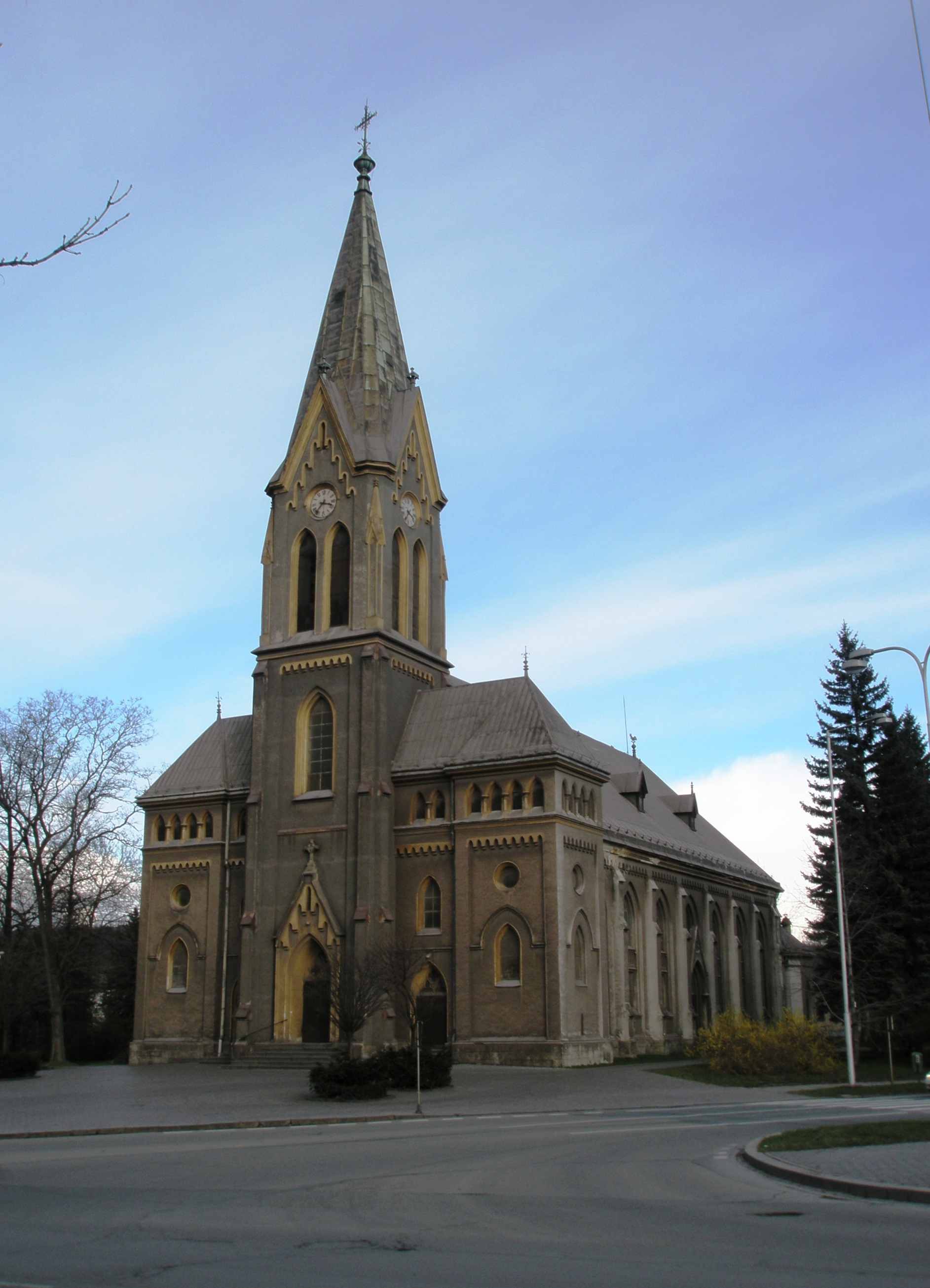
Třinec